# Hesperothamnus brachycalyx
Hesperothamnus brachycalyx là một loài thực vật có hoa trong họ Đậu. Loài này được Rydb. mô tả khoa học đầu tiên.